# Huși
Huși – miasto w Rumunii (okręg Vaslui, Mołdawia). Liczy 29 tys. mieszkańców (2005).

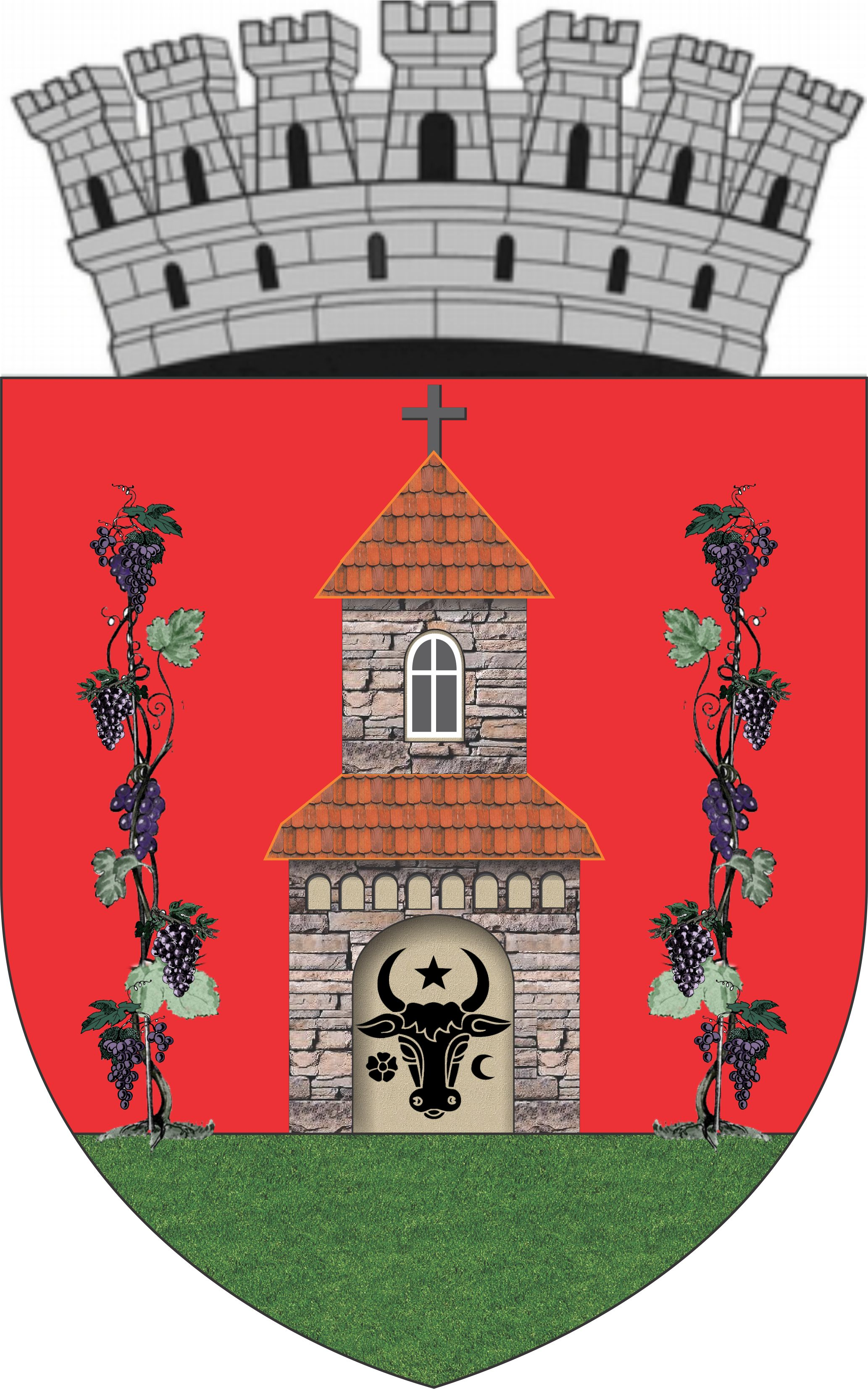
Herb miasta Huși

W mieście rozwinął się przemysł winiarski, metalowy, maszynowy oraz materiałów budowlanych.